# قائمة المناطق ذاتية الحكم في روسيا
مناطق ذاتية الحكم (الروسية: автономный округ، ترجمة حرفية 'avtonomny okrug') أو كما تسمى أكروغات والتي تعني مناطق الحكم الذاتي، هي نوع من الكيانات الفيدرالية في الاتحاد الروسي وفي نفس الوقت نوع من التقسيم الإداري لبعض الكيانات الفيدرالية. اعتبارًا من عام 2014 تمتلك روسيا أربعة مناطق مستقلة من أصل 85 كيانًا فيدراليًا. أوكروغ تشوكوتكا الذاتية هي الوحيدة التي ليست جزء من أوبلاست. الثلاثة الآخرون هم أوكروغ نينيتس الذاتية في أوبلاست أرخانغلسك، وأوكروغ يامالو-نينيتس الذاتية وأوكروغ خانتي-مانسي ذاتية الحكم في تيومين أوبلاست.

## قائمة المناطق
| العلم                   | الخريطة                               | الاسم                          | الاسم المحلي | العاصمة | عدد السكان (2010) | المساحة                     | التكوين |
| ----------------------- | ------------------------------------- | ------------------------------ | --- | --- | ----------------- | --------------------------- | ------- |
| Flag of Chukotka        | Map showing Chukotka in Russia        | أوكروغ تشوكوتكا الذاتية        | (الروسية: Чукотский Автономный Округ) (Chukotskiy Avtonomny Okrug) (بالتشوكشية: Чукоткакэн Aвтономныкэн Округ) (Chukotkaken Avtonomnyken Okrug) | أنادير (الروسية: Анадырь) (Anadyr) (بالتشوكشية:Кагыргын) (Kagyrgyn)                                            | 50,526            | 721,481 كـم2 (278,565 ميل2) |         |
| Flag of Yugra           | Map showing Yugra in Russia           | أوكروغ خانتي-مانسي ذاتية الحكم | (الروسية: Ханты-Мансийский Автономный Округ) (Khanty-Mansiyskiy Avtonomny Okrug) (بالخانتية: Хӑнты-Мансийской Aвтономной Округ) (Ȟănty-Mansijskoj Avtonomnoj Okrug) (بالمانسية: Ханты-Мансийский Автономный Округ) (Hanty-Mansijskij Avtonomnyj Okrug) | خانتي-مانسييسك (الروسية: Ханты-Мансийск) (Khanty-Mansiysk) (بالخانتية: Ёмвоҷ)(Yomvoḉ) (بالمانسية: Абга) (Abga) | 1,532,243         | 534,801 كـم2 (206,488 ميل2) |         |
| Flag of Nenetsia        | Map showing Nenetsia in Russia        | أوكروغ نينيتس الذاتية          | (الروسية: Ненецкий Автономный Округ) (Nenetskiy Avtonomny Okrug) (بالنينيتسية: Ненёцие Aвтономной Ӈокрук) (Nenjocije Awtonomnoj Ŋokruk) | ناريان-مار (الروسية: Нарьян-Мар)(Naryan-Mar) (بالنينيتسية: Няръянa Mарˮ) (Nyar'yana Marq)                      | 42,090            | 176,810 كـم2 (68,267 ميل2)  |         |
| Flag of Yamalo-Nenetsia | Map showing Yamalo-Nenetsia in Russia | أوكروغ يامالو-نينيتس الذاتية   | (الروسية: Ямало-Ненецкий Автономный Округ)(Yamalo-Nenetskiy Avtonomny Okrug) (بالنينيتسية: Ямалы-Ненёцие Aвтономной Ӈокрук) (Yamaly-Nenyotsiye Avtonomnoj Ŋokruk)                                                                                      | سالخارد (الروسية: Салехард) (Salekhard) (بالنينيتسية:Саляʼ Xарад) (Salja’ Harad)                               | 522,904           | 769,250 كـم2 (297,009 ميل2) |         |

### مناطق سابقة
| العلم                     | الخريطة                                 | الاسم                            | الاسم المحلي | العاصمة                                                                                        | عدد السكان     | المساحة                     | السنوات |
| ------------------------- | --------------------------------------- | -------------------------------- | --- | ---------------------------------------------------------------------------------------------- | -------------- | --------------------------- | ------- |
| Flag of Agin-Buryatia     | Map showing Agin-Buryatia in Russia     | أوكروغ أجين بوريات الذاتية       | (الروسية: Агинский Бурятский Автономный Округ)(Aginskiy Buryatskiy Avtonomny Okrug) (بالبورياتية: Агын Буряадай Aвтономито Tойрог) (Agyn Buryaaday Avtonomito Toyrog)               | أغينسكويي (الروسية: Агинское) (Aginskoye) (بالبورياتية: Ага) (Aga)                             | 76,383 (2008)  | 19,592 كـم2 (7,565 ميل2)    |         |
| Flag of Evenkia           | Map showing Evenkia in Russia           | أوكروغ إيفينك الذاتية            | (الروسية: Эвенкийский Автономный Округ) (Evenkiyskiy Avtonomny Okrug) (بالإيفينكية: Эведы Автомоды Округ) (Ēvēde Avtōmōde Okrug)                                                    | تورا (الروسية: Тура) (Tura) (بالإيفينكية: Typy) (Turu)                                         | 16,979 (2007)  | 763,197 كـم2 (294,672 ميل2) |         |
| Flag of Komi-Permyakia    | Map showing Komi-Permyakia in Russia    | أوكروغ كومي بيرمياك الذاتية      | (الروسية: Коми-Пермяцкий Автономный Округ) (Komi-Permyatskiy Avtonomny Okrug) (بالبيرمياكية: Коми-Пермяцкöй Aвтономнöй Округ) (Komi-Permjacköj Avtonomnöj Okrug)                    | كوديمكار (الروسية: Кудымкар) (Kudymkar) (بالبيرمياكية: Кудымкöр) (Kudymkör)                    | 132,824 (2005) | 32,770 كـم2 (12,653 ميل2)   |         |
| Flag of Koryakia          | Map showing Koryakia in Russia          | أوكروغ كورياك الذاتية            | (الروسية: Корякский Автономный Округ) (Koryakskiy Avtonomny Okrug) (بالكورياكية: Чав’чываокруг )(Čav’čyvaokrug)                                                                     | بالانا (الروسية: Палана) (Palana) (بالكورياكية: Пылылъын)(Pylylʺyn)                            | 22,580 (2007)  | 292,600 كـم2 (112,973 ميل2) |         |
| Flag of Taymyria          | Map showing Taymyria in Russia          | أوكروغ تايمير الذاتية            | (الروسية: Таймырский Автономный Округ) (Taymyrskiy Avtonomny Okrug) | دودينكا (الروسية: Дудинка) (Dudinka)                                                           | 38,372 (2007)  | 879,929 كـم2 (339,742 ميل2) |         |
| Flag of Ust-Orda Buryatia | Map showing Ust-Orda Buryatia in Russia | أوكروغ أوست أوردا بوريات الذاتية | (الروسية: Усть-Ордынский Бурятский Автономный Округ) (Ust’-Ordynskiy Avtonomny Okrug) (بالبورياتية: Усть-Ордын Буряадай Aвтономито Tойрог) (Ust’-Ordyn Buryaaday Avtonomito Toyrog) | أوست أوردينسكي (الروسية: Усть-Ордынский) (Ust-Ordynsky) (بالبورياتية: Ордын Адаг) (Ordyn Adag) | 134,320 (2008) | 22,400 كـم2 (8,649 ميل2)    |         |

## التركيب العرقي للمناطق الذاتية
يتضمن الجدول أدناه المناطق (الأوكروغات) الحالية والسابقة.
| المناطق (الأوكروغات)                           | الأمة الأصلية | الأمة الأصلية | الأمة الأصلية | الأمة الأصلية | الروس | الروس  | الروس  | الروس  | أخرى  | أخرى  | أخرى   | أخرى   |
| السنة                                          | 1979          | 1989          | 2002          | 2010          | 1979  | 1989   | 2002   | 2010   | 1979  | 1989  | 2002   | 2010   |
| ---------------------------------------------- | ------------- | ------------- | ------------- | ------------- | ----- | ------ | ------ | ------ | ----- | ----- | ------ | ------ |
| أوكروغ أجين بوريات الذاتية                     | ▲52,2         | ▲ 54,9        | ▲ 62,5        |               | ▼42   | ▼ 40,8 | ▼ 35,1 |        |       |       |        |        |
| أوكروغ كومي بيرمياك الذاتية                    | ▲61,6         | ▼ 60,2        | ▼ 59          |               | ▼34,9 | ▲ 36,1 | ▲ 38,1 |        |       |       |        |        |
| أوكروغ كورياك الذاتية (جميع السكان الأصليين)   | 16,3          | ▲ 16,45       | ▲ 26,6        | ▲30,3         | 62,9  | ▼ 62   | ▼ 50,5 | ▼46,2  |       | 24,9  | ▲ 40,5 | ▲46,5  |
| أوكروغ نينيتس الذاتية (كومي)                   | ▼12,8         | ▼ 11,9        | ▲ 18,6        | 18,6          | ▲66   | ▼ 65,8 | ▼ 62,4 | ▲ 66,1 | ▼11,1 | ▼ 9,5 | ▲ 10,8 | ▼ 9    |
| أوكروغ تايمير الذاتية (دولجان ونينيتس)         | ▼9,6          | ▼ 8,9         | ▲ 13,8        | ▲ 15,7        | ▲68,9 | ▼ 67,1 | ▼ 58,6 | ▼ 50,0 | ▼5    | ▼ 4,4 | ▲ 7,6  | ▲ 10,1 |
| أوكروغ أوست أوردا بوريات الذاتية               | ▲34,1         | ▲ 36,3        | ▲ 39,6        |               | ▼58,3 | ▼ 56,5 | ▼ 54,4 |        |       |       |        |        |
| أوكروغ خانتي-مانسي ذاتية الحكم                 | ▼1,9          | ▼ 0,9         | ▲ 1,2         | ▲ 1,3         | ▼74,3 | ▼ 66,3 | ▼ 66   | ▲ 68,1 | ▼1,1  | ▼ 0,5 | ▲ 0,7  | ▲ 0,8  |
| أوكروغ تشوكوتكا الذاتية (جميع السكان الأصليين) | ▼8,1          | ▼ 7,3         | ▲ 23,4        | ▲ 26,7        | ▼68,6 | ▼ 66,1 | ▼ 51,8 | ▲ 52,5 |       | 9,6   | ▲ 30,8 | ▲ 35,3 |
| أوكروغ إيفينك الذاتية                          | ▼20           | ▼ 14,1        | ▲ 21,5        | ▲ 22,0        | ▲62,5 | ▲ 67,5 | ▼ 61,9 | ▼ 59,4 |       |       |        |        |
| أوكروغ يامالو-نينيتس الذاتية (نينيتس)          | ▼10,7         | ▼ 4,2         | ▲ 5,2         | ▲ 5,9         | ▲59,1 | ▲ 59,2 | ▼ 58,8 | ▲ 61,7 |       | ▼1,5  | ▲ 1,7  | ▲ 1,9  |